# Тит Дидий
Тит Ди́дий (лат. Titus Didius; погиб 11 июня 89 до н. э. возле Нолы или Помпей в Кампании) — древнеримский военачальник и политический деятель, консул 98 года до н. э. Одержал ряд побед над кельтиберами в Ближней Испании (90-е годы до н. э.), погиб во время Союзнической войны.

## Происхождение
Тит Дидий принадлежал к незнатному плебейскому роду. Не имея предков-консулов, он был «новым человеком». Известно, что отец и дед Тита носили преномены Тит и Секст соответственно; Тит-старший сумел достичь должности народного трибуна (предположительно именно его упоминает Макробий как автора закона против роскоши, принятого в 143 году до н. э.).
По-видимому, Дидии принадлежали к трибе Квирина. Старый вариант написания их номена — Deidius — иногда применялся ещё во времена Тита-младшего.

## Биография
Тит Дидий начал свою карьеру с должности монетария. Изображение на реверсе отчеканенных им монет исследователи трактуют по-разному: это могут быть эпизод из рабских войн в Сицилии, схватка двух гладиаторов или наказание центурионом провинившегося солдата.
В 103 году до н. э. Дидий занимал должность народного трибуна. Именно тогда был привлечён к суду по обвинению в «оскорблении величия римского народа» влиятельный сенатор Квинт Сервилий Цепион. Судебный процесс стал возможен благодаря закону ещё одного трибуна — популяра Луция Аппулея Сатурнина; обвинителем стал Гай Норбан. Осуждения Цепиона добивались ненавидевшие его всадники и политики-демагоги, боровшиеся за уменьшение влияния сената, а Дидий примкнул к аристократии, вставшей на защиту Квинта Сервилия. Вместе с ещё одним своим коллегой, Луцием Аврелием Коттой, он попытался наложить вето на обвинительный приговор, но обоих насильно согнали с ораторской трибуны. Марк Туллий Цицерон в связи с этим пишет о «насилии, бегстве, побивании камнями, безжалостности трибуна» (то есть Сатурнина).
Известно, что в своей карьере Тит Дидий прошёл через претуру и наместничество в Македонии. Он вытеснил из этой провинции грабивших её скордисков, за что получил по возвращении в Рим триумф. Точных дат в источниках нет. Луций Анней Флор, перечисляя победы римских военачальников над фракийцами, называет Дидия между Марком Порцием Катоном и Марком Ливием Друзом, консулами 118 и 112 годов до н. э. соответственно. Это может говорить о том, что Дидий правил Македонией не позже 113 года до н. э.; большинство исследователей XIX века принимали эту дату. Но позже было отмечено, что в этом случае временной интервал между претурой и консулатом был слишком большим (пятнадцать лет при минимальных трёх), а триумф Дидия, учитывая данные Триумфальных фаст и сохранность этого источника, не мог состояться до 104 года до н. э. Сейчас, основываясь на требованиях закона Виллия, претуру Дидия относят к 101 году до н. э. Предположительно в следующем году Тит разбил скордисков и успел вернуться в Рим, чтобы отпраздновать триумф и выдвинуть свою кандидатуру в консулы на 98 год до н. э.
Слава триумфатора обеспечила Дидию победу на выборах. Его коллегой стал аристократ Квинт Цецилий Метелл Непот; оба, по словам современных российских учёных Антона Короленкова и Евгения Смыкова, имели «репутацию непоколебимых защитников status quo в государстве и борцов с демагогами». Консулы добились возвращения из изгнания Квинта Цецилия Метелла Нумидийского, ранее возглавлявшего врагов Сатурнина. Кроме того, Дидий и Метелл Непот провели через народное собрание закон (lex Caecilia Didia), согласно которому запрещалось объединять в один пакет разные законопроекты, а между выдвижением инициативы и голосованием по ней устанавливался минимальный срок в 3 нундины. Таким образом законодатели пытались ограничить возможности для политиков-демагогов.
Ещё до конца консульского года Дидий отправился в Ближнюю Испанию, где начал войну с кельтиберами. Он перебил, по данным Аппиана, 20 тысяч ареваков; жители Терманции были переселены с гор на равнину, а жители Коленды, оборонявшиеся 9 месяцев, проданы в рабство. Представителей ещё одного племени, занимавшихся грабежами, Дидий собрал в одном месте, пообещав провести перепись и предоставить земельные наделы, и всех уничтожил. Источники сообщают о массовых казнях старейшин и разрушении городов. В связи с одним из таких эпизодов упоминается молодой офицер Квинт Серторий — предположительно клиент Дидия.
Решающие победы Дидий одержал в 97 году до н. э.; тем не менее в Рим он вернулся только в 93 году, отпраздновав при этом второй триумф. Когда италики восстали против Рима, Дидий стал легатом при одном из консулов — Луции Юлии Цезаре, действовавшем в Южной Италии (90 год до н. э.). Другими легатами Цезаря были не менее опытные военачальники Луций Корнелий Сулла, Публий Лициний Красс, Марк Клавдий Марцелл и некий «брат Цезаря» Публий Корнелий Лентул (исследователи предполагают, что это ошибка переписчика, и в действительности речь не о Лентуле, а о Квинте Лутации Катуле). Из этого списка Эрнст Бэдиан делает вывод, что вокруг Луция Юлия объединились враги Гая Мария. Сам Марий был легатом при втором консуле, действовавшем на севере.
В 89 году до н. э. Дидий командовал армией, действовавшей против повстанцев в Кампании. Благодаря поддержке оставшихся верными Риму гирпинов (ими командовал Минатий Магн, прадед Гая Веллея Патеркула) он взял штурмом Геркуланум, но уже 11 июня того же года погиб. Предположительно Дидий был убит во время осады Нолы и Помпей.